# Feodor von Haenel
Feodor Wilhelm Anton Haenel, seit 1868 von Haenel (* 2. November 1812 in Liegnitz; † 15. Oktober 1900 in Naumburg (Saale)) war ein preußischer Generalmajor.

## Leben

### Herkunft
Feodor war ein Sohn des preußischen Rittmeisters a. D. und Stallmeisters an der Ritterakademie in Liegnitz Gustav Heinrich Haenel (1781–1867) und dessen Ehefrau Amalie, geborene Schmysingk genannt von Korff (1789–1868).

### Militärkarriere
Nach seiner Schulausbildung an der Ritterakademie in seiner Heimatstadt trat Haenel am 29. Juli 1829 als Kanonier in die 6. Artillerie-Brigade der Preußischen Armee ein. Zur weiteren Ausbildung absolvierte er von Oktober 1830 bis Juli 1832 die Vereinigte Artillerie- und Ingenieurschule und avancierte zwischenzeitlich zum Portepeefähnrich. Unter Beförderung zum Sekondeleutnant wurde er am 7. Dezember 1832 in die 8. Artillerie-Brigade versetzt. Von dort kam er am 2. Januar 1834 in die 5. Artillerie-Brigade und wurde zugleich zur Festungsartillerie nach Mainz kommandiert. 1841/46 diente Haenel als Abteilungsadjutant und stieg Mitte März 1848 zum Premierleutnant auf. Während der Niederschlagung des Polnischen Aufstandes in der Provinz Posen nahm er 1848 am Gefecht in Xions teil.
Vom 22. Juni 1852 bis zum 13. Juni 1859 war er als Hauptmann und Batteriechef tätig. Anschließend wurde er als Major in das 6. Artillerie-Regiment versetzt und am 25. Juli 1859 dem Verband aggregiert. Daran schloss sich am 23. Oktober 1860 seine Ernennung zum Kommandeur der reitenden Abteilung in der Ostpreußischen Artillerie-Brigade Nr. 1 in Königsberg an. In dieser Stellung erfolgte am 25. Juni 1864 seine Beförderung zum Oberstleutnant, bevor Haenel am 12. Dezember 1865 das Kommando über das Magdeburgische Festungs-Artillerie-Regiment Nr. 4 erhielt. Am 20. September 1866 stieg er zum Oberst auf und wurde am 14. Januar 1868 Kommandeur des Magdeburgischen Feldartillerie-Regiments Nr. 4. In Würdigung seiner Verdienste erhob ihn König Wilhelm I. am 31. Juli 1868 in den erblichen preußischen Adelsstand. Am 13. Mai 1868 wurde er mit Pension und der Berechtigung zum Tragen seiner Regimentsuniform zur Disposition gestellt.
Für die Dauer der Mobilmachung anlässlich des Krieges gegen Frankreich wurde Haenel als Etappeninspekteur des IX. Armee-Korps wiederverwendet und erhielt in dieser Eigenschaft am 9. März 1871 den Charakter als Generalmajor. Am 3. November 1881 wurde ihm sein Abschied mit Pension bewilligt.

### Familie
Haenel heiratete am 2. Januar 1845 in Posen Amalie Fischer (1816–1895). Das Paar hatte mehrere Kinder:
- Georg (1845–1918), preußischer Generalleutnant[1]

⚭ 1870 Rosalie Hentschel von Gilgenheimb (1848–1899)
⚭ 1903 Marie, verwitwete von Aulock, geborene von Ernst (* 1850)
- Alma (1847–1890) ⚭ 1872 Rudolf von Sanden (1843–1901), preußischer Generalmajor[2]
- Max (1851–1870), gefallen als preußischer Portepeefähnrich bei Gravelotte